# Symploce bidiensis
Symploce bidiensis är en kackerlacksart som beskrevs av Roth, L. M. 1985. Symploce bidiensis ingår i släktet Symploce och familjen småkackerlackor. Inga underarter finns listade i Catalogue of Life.